# 锦南路4街站
錦南路4街站（：／ Geumnamno-4-ga yeok */?）是光州地鐵1號線沿線的一座地下車站，位於韓國光州廣域市东区錦南路4街。

## 車站結構
站體為1面2線島式月台的地下車站，候車月台設有月台幕門，並有4處出口。

### 月台配置
| 文化殿堂 ↑  |
| 下 上 \|    |
| ↓ 錦南路5街 |

| 月台 | 路線               | 目的地   |
| ---- | ------------------ | -------- |
| 上行 | ●光州都市铁道1号线 | 鹿洞方向 |
| 下行 | ●光州都市铁道1号线 | 平洞方向 |

## 歷史
- 2004年4月28日：落成啟用。

## 車站周邊
- 光州鄉校
- 光州廣播
- 光州劇場（朝鲜语：광주극장）
- 圓覺社（朝鲜语：원각사 (극장)）
- 光州藝術之街
- 光州稅務署
- 光州東部消防署
- 光州地方勞動廳
- 東區選舉管理委員會
- 大仁市場
- 光州公園
- 錦南公園
- 忠壯大橋
- NC WAVE購物中心忠壯店
- 國民銀行光州分行
- 友利銀行光州分行
- 光州銀行（朝鲜语：광주은행）錦南路分行
- 韓國產業銀行錦南路分行
- KB證券（朝鲜语：KB증권）光州營業所
- 大宇未來資產光州IWC

## 圖片

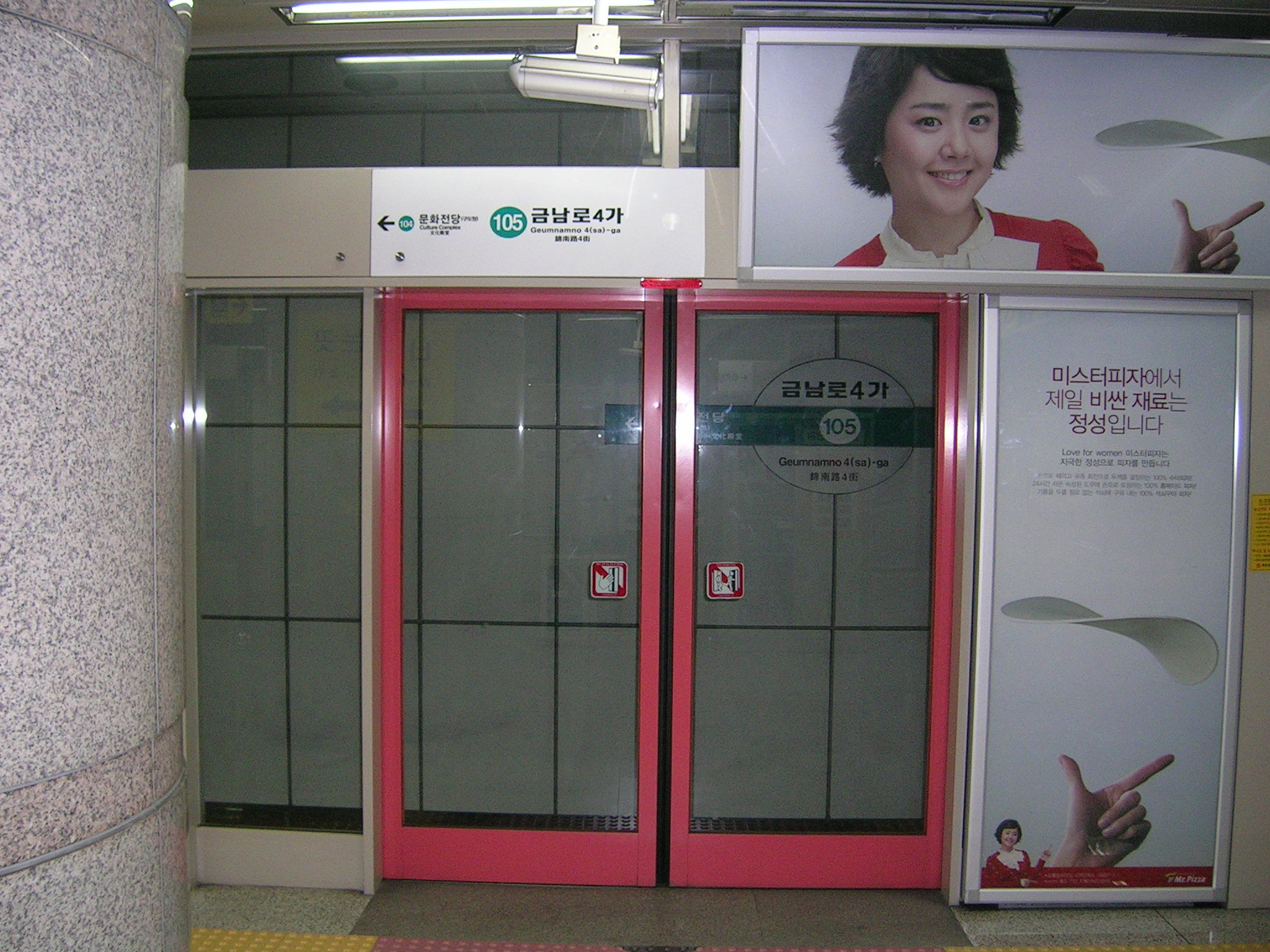
月台門
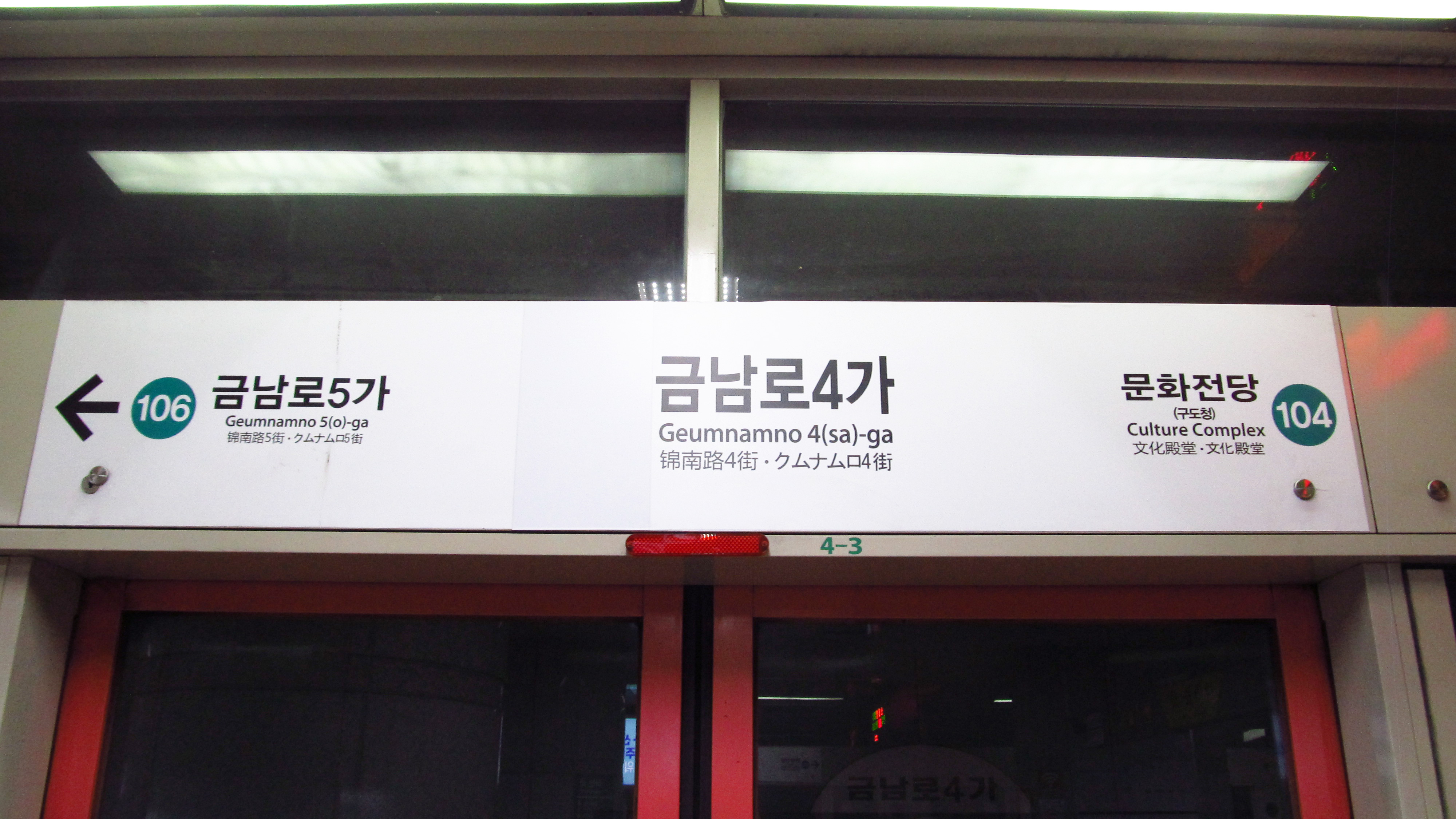
月台門資訊板
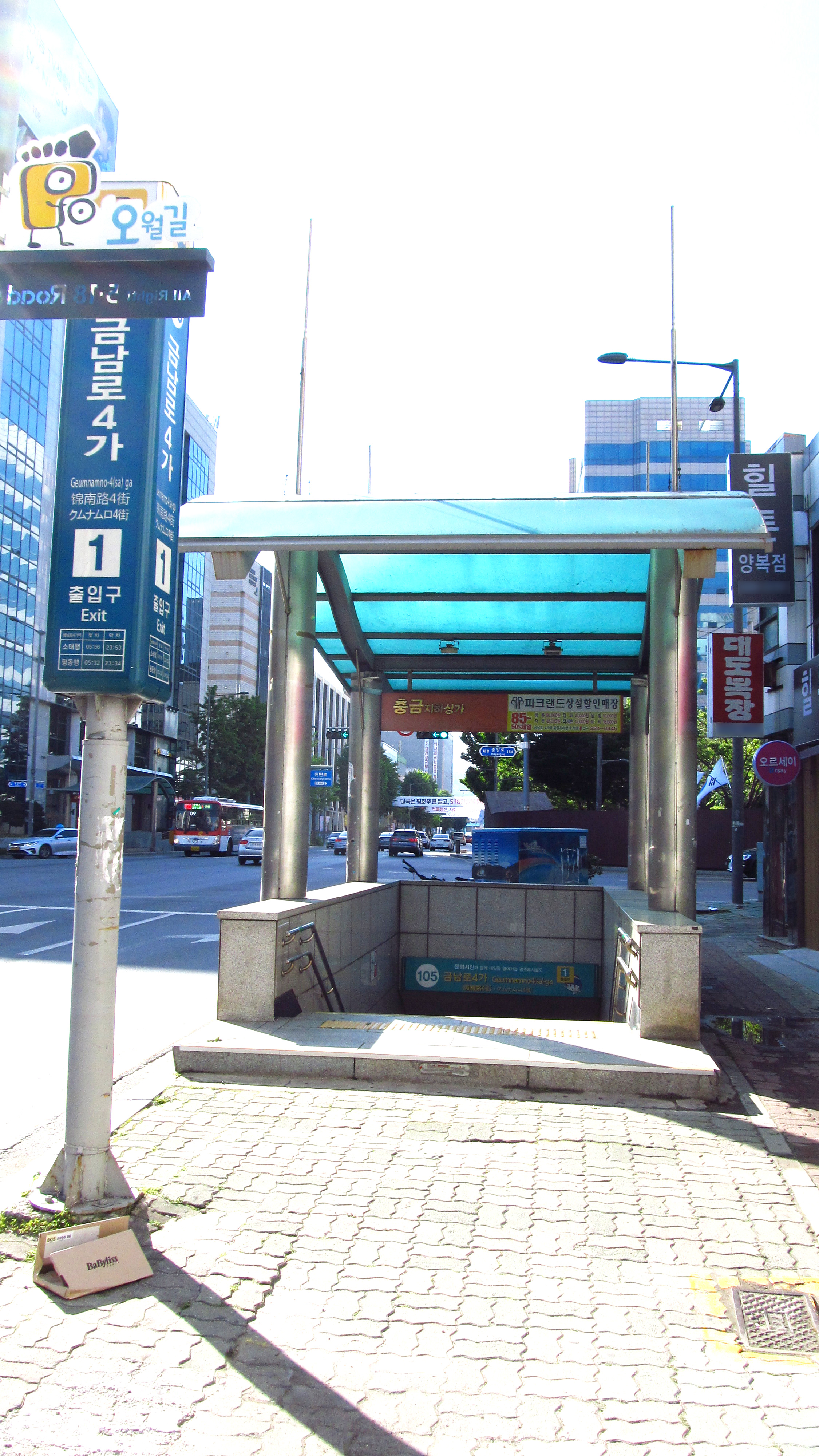
1號出口
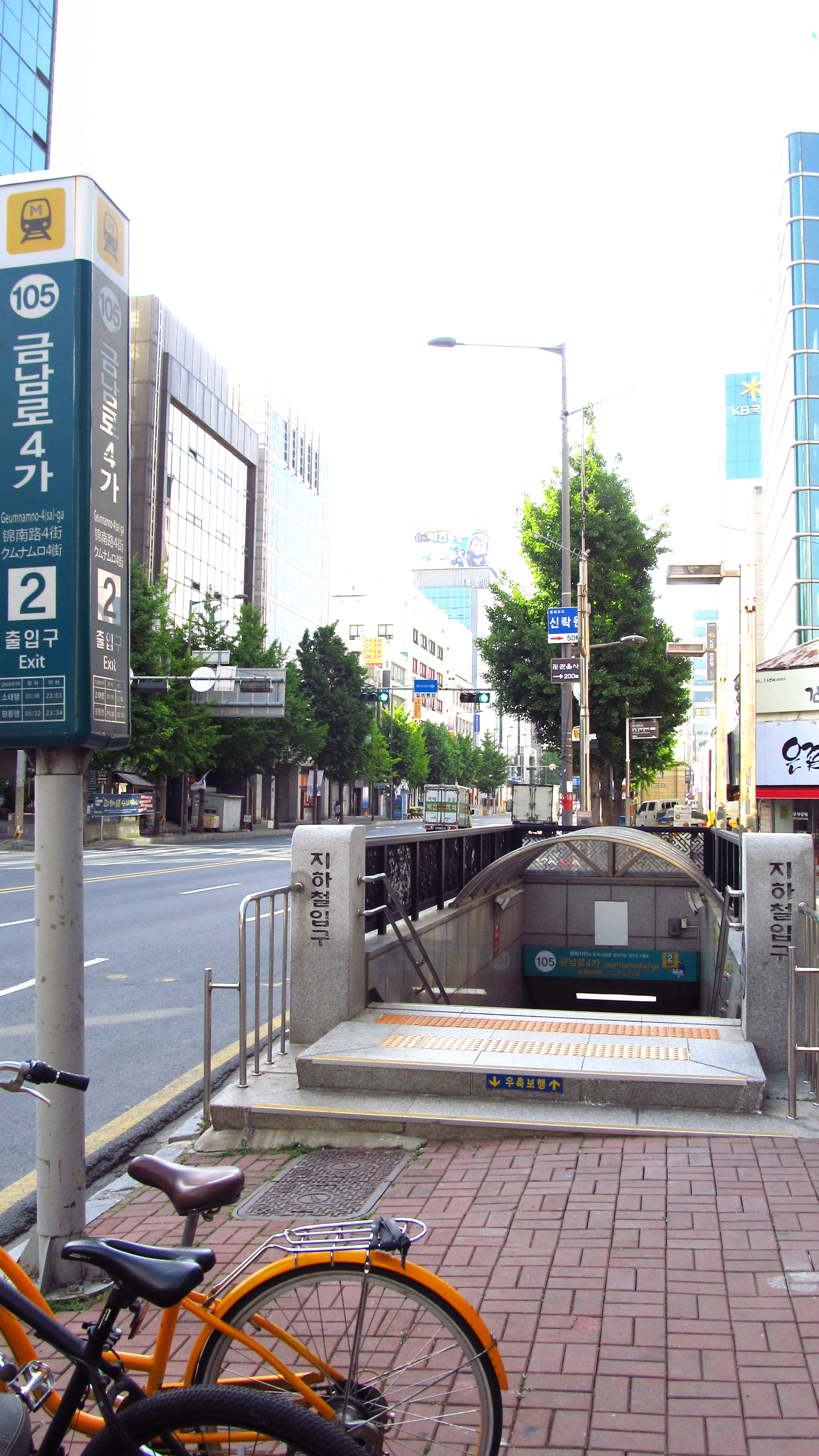
2號出口

## 相鄰車站
光州廣域市都市鐵道公社
●光州都市铁道1号线
文化殿堂（104）－錦南路4街（105）－錦南路5街（106）